# Anton Faistauer

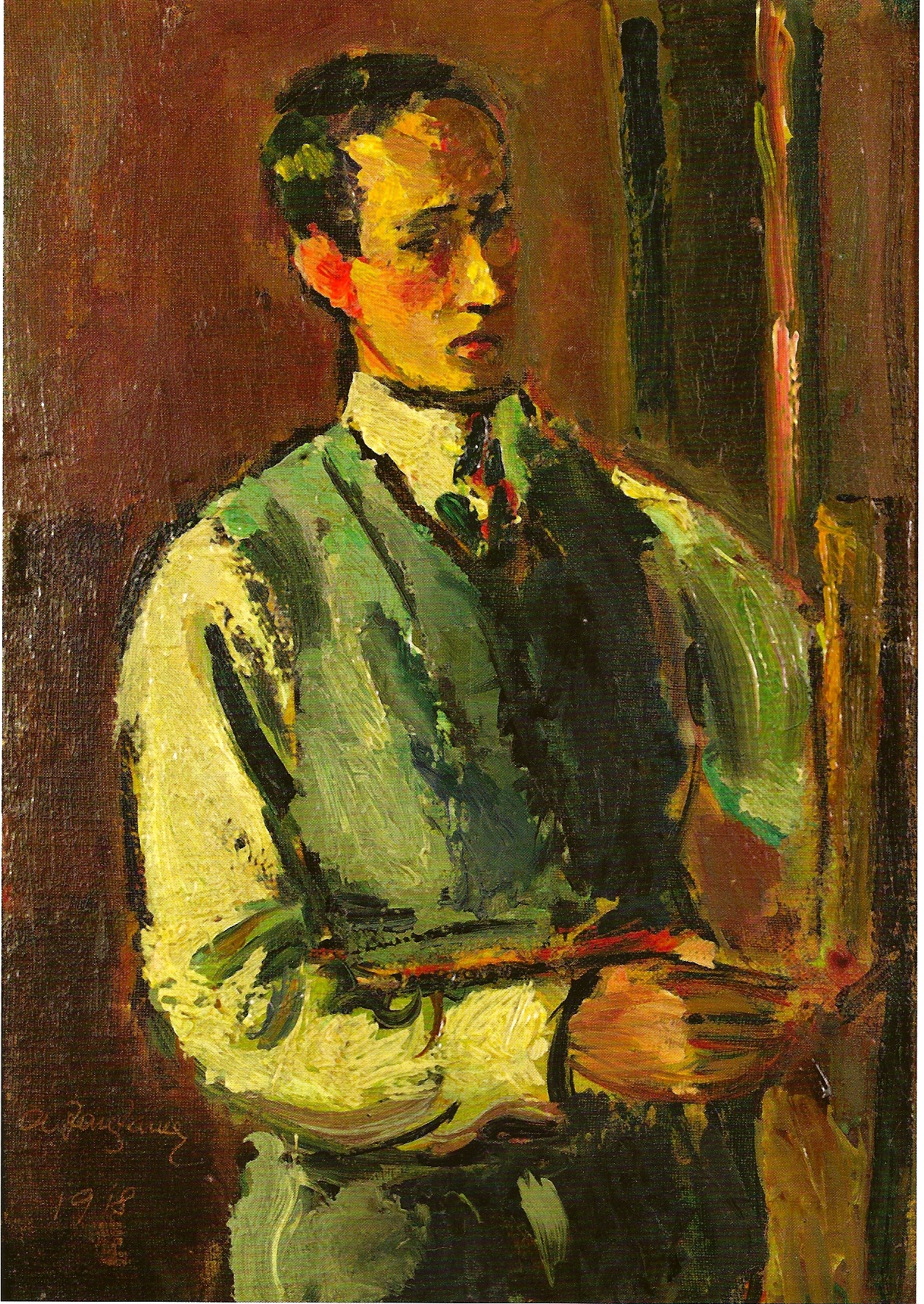
Autoportret 1918

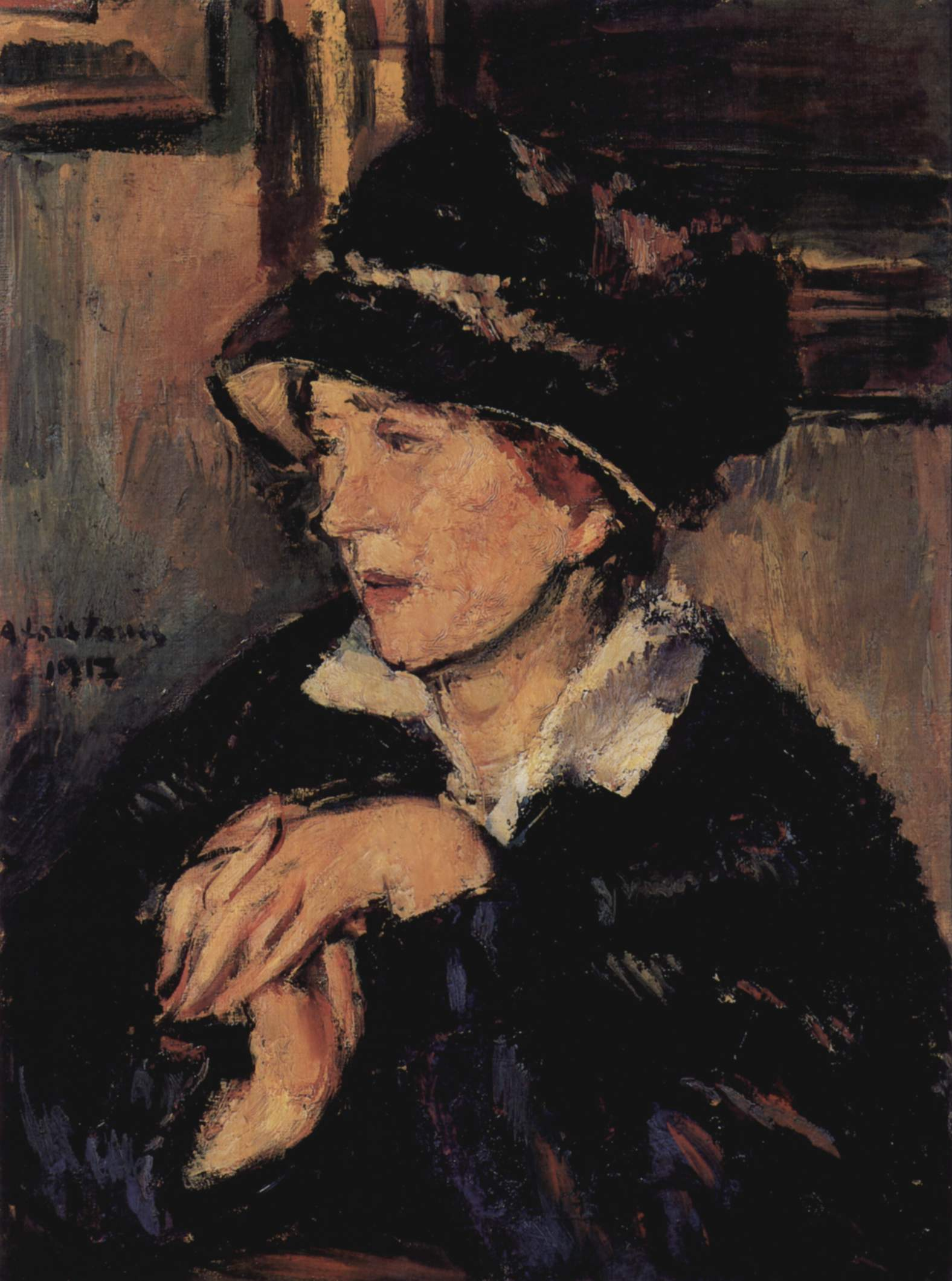
Dama w ciemnym kapeluszu 1917

Anton Faistauer (ur. 14 lutego 1887 w St Martin bei Lofer (Salzburg), zm. 13 lutego 1930 w Wiedniu) – austriacki malarz, obok Georga Junga jeden z ważniejszych przedstawicieli austriackiego modernizmu w malarstwie.

## Życiorys
Pochodził z chłopskiej rodziny i pierwotnie chciał zostać kapłanem. W latach 1904–1906 uczył się malarstwa prywatnie, następnie od 1906–1909 studiował w wiedeńskiej Akademii Sztuk Pięknych. Razem z Antonem Koligiem, Robinem Christianem Andersenem, Franzem Wiegelem i Egonem Schielem w 1909 założył przeciwko konserwatywnej sztuce formację Neukunstgruppe. W latach 1909-1912 odbył podróże do Ticino, północnych Włoch i Berlina. Od 1919 tworzył w Salzburgu, od 1926 w Wiedniu. Współtworzył Hagenbund.
Faistauer jest jednym z najważniejszych malarzy austriackich modernizmu. Już w okresie międzywojennym zyskał sławę dzięki wystawom w Niemczech i Budapeszcie. W 1923 opublikował swój program malarski Neue Malerei in Österreich. W 1926 został mianowany profesorem.

## Ważniejsze obrazy
- Alte Mühle bei Maishofen (Wien, Leopold Museum, Inv. Nr. 370), 1911
- Stilleben mit Kaffeetassen (Wien, Leopold Museum, Inv. Nr. 362), 1912
- Meeresküste (Wien, Leopold Museum, Inv. Nr. 359), 1912
- Rittersporn in Keramikkrug (Wien, Leopold Museum, Inv. Nr. 520), 1913
- Zwei weibliche Akte (Privatbesitz), 1913
- Wachau-Landschaft (Wien, Leopold Museum, Inv. Nr. 364), 1913
- Straße nach Dürnstein (Wien, Leopold Museum, Inv. Nr. 363), 1913
- Blick auf Dürnstein (St. Pölten, Niederösterreichisches Landesmuseum, Inv. Nr. 3583), 1913
- Frau auf rotem Sofa - Gattin des Künstlers (Wien, Österreichische Galerie), 1913
- Waldinneres (Wien, Leopold Museum, Inv. Nr. 361), 1914
- Blumenstück mit Äpfeln (Wien, Leopold Museum, Inv. Nr. 360), 1914
- Gedeckter Tisch (Wien, Leopold Museum, Inv. Nr. 111), 1916
- Dame mit dunklem Hut (Wien, Leopold Museum, Inv. Nr. 112), 1917
- Rosen in weißer Vase (Wien, Leopold Museum, Inv. Nr. 621), 1917
- Heiliger Martin - Studie (Wien, Leopold Museum, Inv. Nr. 356), 1918
- Sohn Peter sitzend (Wien, Leopold Museum, Inv. Nr. 110), 1918
- Bildnis Kathi Eder (Wien, Leopold Museum, Inv. Nr. 358), 1919
- Gattin des Künstlers mit Weinglas (Wien, Leopold Museum, Inv. Nr. 1978), 1919
- Heilige Margareta (Wien, Leopold Museum, Inv. Nr. 620), 1923
- Kammersänger Richard Mayr als Ochs von Lerchenau im "Rosenkavalier" von R. Strauss (Salzburg, Rupertinum), 1927
- Dame mit Abendkleid - Gundl Krippel (Linz, Oberösterreichisches Landesmuseum, Inv. Nr. G 916), 1927
- Leinwand, 207 x 89 cm Alte Mühle bei Maishofen (Wien, Leopold Museum, Inv. Nr. 370), 1911
- Stilleben mit Kaffeetassen (Wien, Leopold Museum, Inv. Nr. 362), 1912
- Meeresküste (Wien, Leopold Museum, Inv. Nr. 359), 1912
- Rittersporn in Keramikkrug (Wien, Leopold Museum, Inv. Nr. 520), 1913
- Zwei weibliche Akte (Privatbesitz), 1913
- Wachau-Landschaft (Wien, Leopold Museum, Inv. Nr. 364), 1913
- Straße nach Dürnstein (Wien, Leopold Museum, Inv. Nr. 363), 1913
- Blick auf Dürnstein (St. Pölten, Niederösterreichisches Landesmuseum, Inv. Nr. 3583), 1913
- Frau auf rotem Sofa - Gattin des Künstlers (Wien, Österreichische Galerie), 1913
- Waldinneres (Wien, Leopold Museum, Inv. Nr. 361), 1914
- Blumenstück mit Äpfeln (Wien, Leopold Museum, Inv. Nr. 360), 1914
- Gedeckter Tisch (Wien, Leopold Museum, Inv. Nr. 111), 1916
- Dame mit dunklem Hut (Wien, Leopold Museum, Inv. Nr. 112), 1917
- Rosen in weißer Vase (Wien, Leopold Museum, Inv. Nr. 621), 1917
- Heiliger Martin - Studie (Wien, Leopold Museum, Inv. Nr. 356), 1918
- Sohn Peter sitzend (Wien, Leopold Museum, Inv. Nr. 110), 1918
- Bildnis Kathi Eder (Wien, Leopold Museum, Inv. Nr. 358), 1919
- Gattin des Künstlers mit Weinglas (Wien, Leopold Museum, Inv. Nr. 1978), 1919
- Heilige Margareta (Wien, Leopold Museum, Inv. Nr. 620), 1923
- Kammersänger Richard Mayr als Ochs von Lerchenau im "Rosenkavalier" von R. Strauss (Salzburg, Rupertinum), 1927
- Dame mit Abendkleid - Gundl Krippel (Linz, Oberösterreichisches Landesmuseum, Inv. Nr. G 916), 1927